# Classic Bruges-De Panne 2021
La Classic Bruges-De Panne 2021, 45a edició de la cursa ciclista Classic Bruges-La Panne, es disputà el 24 de març de 2021 sobre un recorregut de 203,9 km entre les viles de Bruges i De Panne. La cursa formava part de l'UCI World Tour 2021 amb una categoria 1.UWT.
El vencedor fou Sam Bennett (Deceuninck-Quick Step), que s'imposà a l'esprint a Jasper Philipsen (Alpecin-Fenix) i Pascal Ackermann (Bora-Hansgrohe), segon i tercer respectivament.

## Equips participants
25 equips van prendre part en aquesta edició, 17 WorldTeams i 8 equips UCI ProTeams.
| WorldTeams (17)- AG2R Citroën Team - Astana-Premier Tech - Bahrain Victorious - Bora-Hansgrohe - Cofidis - Deceuninck-Quick Step - Groupama-FDJ - Intermarché-Wanty-Gobert Matériaux - Israel Start-Up Nation - Jumbo-Visma - Lotto Soudal - Movistar Team - Team BikeExchange - Team DSM - Qhubeka Assos - Trek-Segafredo - UAE Team Emirates ProTeams (8)- Alpecin-Fenix - Arkéa-Samsic - B&B Hotels p/b KTM - Bingoal-WB - Sport Vlaanderen-Baloise - Total Direct Énergie - Uno-X Pro Cycling Team - Vini Zabù |
| |

## Classificació final
| \| Classificació general \| Classificació general \| Classificació general \| Classificació general \| Classificació general \| \| Corredor \| Corredor \| Equip \| Temps \| \| \| --------------------- \| --------------------- \| ---------------------- \| --------------------- \| --------------------- \| \| 1r \| Sam Bennett \| Deceuninck-Quick Step \| 4h 27' 40" \| \| \| 2n \| Jasper Philipsen \| Alpecin-Fenix \| + 0" \| \| \| 3r \| Pascal Ackermann \| Bora-Hansgrohe \| + 0" \| \| \| 4t \| Giacomo Nizzolo \| Qhubeka Assos \| + 0" \| \| \| 5è \| Timothy Dupont \| Bingoal-WB \| + 0" \| \| \| 6è \| Hugo Hofstetter \| Israel Start-Up Nation \| + 0" \| \| \| 7è \| Cees Bol \| Team DSM \| + 0" \| \| \| 8è \| Michael Mørkøv \| Deceuninck-Quick Step \| + 0" \| \| \| 9è \| Elia Viviani \| Cofidis \| + 0" \| \| \| 10è \| Stanisław Aniołkowski \| Bingoal-WB \| + 0" \| \| |                       |                        |            |
| |                       |                        |            |
| Font: ProCyclingStats |                       |                        |            |
| Classificació general |                       |                        |            |
| Corredor | Corredor              | Equip                  | Temps      |
| 1r | Sam Bennett           | Deceuninck-Quick Step  | 4h 27' 40" |
| 2n | Jasper Philipsen      | Alpecin-Fenix          | + 0"       |
| 3r | Pascal Ackermann      | Bora-Hansgrohe         | + 0"       |
| 4t | Giacomo Nizzolo       | Qhubeka Assos          | + 0"       |
| 5è | Timothy Dupont        | Bingoal-WB             | + 0"       |
| 6è | Hugo Hofstetter       | Israel Start-Up Nation | + 0"       |
| 7è | Cees Bol              | Team DSM               | + 0"       |
| 8è | Michael Mørkøv        | Deceuninck-Quick Step  | + 0"       |
| 9è | Elia Viviani          | Cofidis                | + 0"       |
| 10è | Stanisław Aniołkowski | Bingoal-WB             | + 0"       |

## Llista de participants
| Deceuninck-Quick Step DQT | Deceuninck-Quick Step DQT | Deceuninck-Quick Step DQT |
| ------------------------- | ------------------------- | ------------------------- |
| Núm                       | Ciclista                  | Pos                       |
| 1                         | Sam Bennett (IRL)         | 1r                        |
| 2                         | Michael Mørkøv (DEN)      | 8è                        |
| 3                         | Tim Declercq (BEL)        | DNF                       |
| 4                         | Álvaro Hodeg Chagui (COL) | 116è                      |
| 5                         | Stijn Steels (BEL)        | 135è                      |
| 6                         | Florian Sénéchal (FRA)    | 72è                       |
| 7                         | Bert Van Lerberghe (BEL)  | 28è                       |

| Alpecin-Fenix AFC | Alpecin-Fenix AFC      | Alpecin-Fenix AFC |
| ----------------- | ---------------------- | ----------------- |
| Núm               | Ciclista               | Pos               |
| 11                | Jasper Philipsen (BEL) | 2n                |
| 12                | Jimmy Janssens (BEL)   | 153è              |
| 13                | Senne Leysen (BEL)     | 122è              |
| 14                | Lionel Taminiaux (BEL) | 49è               |
| 15                | Jonas Rickaert (BEL)   | 33è               |
| 16                | Oscar Riesebeek (NED)  | 129è              |
| 17                | Scott Thwaites (GBR)   | 128è              |

| Trek-Segafredo TFS | Trek-Segafredo TFS     | Trek-Segafredo TFS |
| ------------------ | ---------------------- | ------------------ |
| Núm                | Ciclista               | Pos                |
| 21                 | Edward Theuns (BEL)    | 35è                |
| 22                 | Koen de Kort (NED)     | 86è                |
| 23                 | Jakob Egholm (DEN)     | DNF                |
| 24                 | Kiel Reijnen (USA)     | 154è               |
| 25                 | Emīls Liepiņš (LAT)    | 52è                |
| 26                 | Matteo Moschetti (ITA) | 19è                |
| 27                 | Ryan Mullen (IRL)      | 82è                |

| Bahrain Victorious TBV | Bahrain Victorious TBV  | Bahrain Victorious TBV |
| ---------------------- | ----------------------- | ---------------------- |
| Núm                    | Ciclista                | Pos                    |
| 31                     | Sonny Colbrelli (ITA)   | 16è                    |
| 32                     | Marco Haller (AUT)      | 114è                   |
| 33                     | Feng Chun-kai           | DNF                    |
| 34                     | Heinrich Haussler (AUS) | DNF                    |
| 35                     | Fred Wright (GBR)       | 146è                   |
| 36                     | Jonathan Milan (ITA)    | 103è                   |
| 37                     | Marcel Sieberg (GER)    | 83è                    |

| UAE Team Emirates UAD | UAE Team Emirates UAD                 | UAE Team Emirates UAD |
| --------------------- | ------------------------------------- | --------------------- |
| Núm                   | Ciclista                              | Pos                   |
| 41                    | Fernando Gaviria Rendón (COL)         | 14è                   |
| 42                    | Mikkel Bjerg (DEN)                    | 34è                   |
| 43                    | Ryan Gibbons (RSA) (ruta)             | 37è                   |
| 44                    | Vegard Stake Laengen (NOR)            | 100è                  |
| 45                    | Marco Marcato (ITA)                   | 144è                  |
| 46                    | Rui Oliveira (POR)                    | 158è                  |
| 47                    | Maximiliano Richeze Araquistain (ARG) | 98è                   |

| AG2R Citroën Team ACT | AG2R Citroën Team ACT | AG2R Citroën Team ACT |
| --------------------- | --------------------- | --------------------- |
| Núm                   | Ciclista              | Pos                   |
| 51                    | Julien Duval (FRA)    | 47è                   |
| 52                    | Alexis Gougeard (FRA) | 134è                  |
| 53                    | Anthony Jullien (FRA) | 38è                   |
| 54                    | Lawrence Naesen (BEL) | 25è                   |
| 55                    | Marc Sarreau (FRA)    | 43è                   |
| 56                    | Damien Touzé (FRA)    | 68è                   |
| 57                    | Gijs Van Hoecke (BEL) | 20è                   |

| Bora-Hansgrohe BOH | Bora-Hansgrohe BOH        | Bora-Hansgrohe BOH |
| ------------------ | ------------------------- | ------------------ |
| Núm                | Ciclista                  | Pos                |
| 61                 | Pascal Ackermann (GER)    | 3r                 |
| 62                 | Patrick Gamper (AUT)      | 137è               |
| 63                 | Martin Laas (EST)         | 30è                |
| 64                 | Lukas Pöstlberger (AUT)   | 152è               |
| 65                 | Juraj Sagan (SVK) (ruta)  | 41è                |
| 66                 | Michael Schwarzmann (GER) | 87è                |
| 67                 | Rüdiger Selig (GER)       | 55è                |

| Israel Start-Up Nation ISN | Israel Start-Up Nation ISN | Israel Start-Up Nation ISN |
| -------------------------- | -------------------------- | -------------------------- |
| Núm                        | Ciclista                   | Pos                        |
| 71                         | André Greipel (GER)        | 115è                       |
| 72                         | Rick Zabel (GER)           | 23è                        |
| 73                         | Jenthe Biermans (BEL)      | 59è                        |
| 74                         | Alexis Renard (FRA)        | 73è                        |
| 75                         | Hugo Hofstetter (FRA)      | 6è                         |
| 76                         | Norman Vahtra (EST) (ruta) | 69è                        |
| 77                         | Tom Van Asbroeck (BEL)     | 48è                        |

| Astana-Premier Tech APT | Astana-Premier Tech APT | Astana-Premier Tech APT |
| ----------------------- | ----------------------- | ----------------------- |
| Núm                     | Ciclista                | Pos                     |
| 81                      | Dmitri Grúzdev (KAZ)    | 121è                    |
| 82                      | Ievgueni Guiditx (KAZ)  | 22è                     |
| 83                      | Yevgeniy Fedorov (KAZ)  | 44è                     |
| 84                      | Hugo Houle (CAN)        | NP                      |
| 85                      | Davide Martinelli (ITA) | 88è                     |
| 86                      | Benjamin Perry (CAN)    | 60è                     |
| 87                      | Artiom Zakhàrov (KAZ)   | 36è                     |

| Jumbo-Visma TJV | Jumbo-Visma TJV            | Jumbo-Visma TJV |
| --------------- | -------------------------- | --------------- |
| Núm             | Ciclista                   | Pos             |
| 91              | David Dekker (NED)         | 27è             |
| 92              | Pascal Eenkhoorn (NED)     | 147è            |
| 93              | Olav Kooij (NED)           | 74è             |
| 94              | Christoph Pfingsten (GER)  | 99è             |
| 95              | Jos van Emden (NED)        | 113è            |
| 96              | Nathan Van Hooydonck (BEL) | 119è            |
| 97              | Maarten Wynants (BEL)      | 120è            |

| Lotto-Soudal LTS | Lotto-Soudal LTS         | Lotto-Soudal LTS |
| ---------------- | ------------------------ | ---------------- |
| Núm              | Ciclista                 | Pos              |
| 101              | Sébastien Grignard (BEL) | 110è             |
| 102              | Stefano Oldani (ITA)     | 65è              |
| 103              | Harry Sweeny (AUS)       | NP               |
| 104              | Gerben Thijssen (BEL)    | 155è             |
| 105              | Tosh Van der Sande (BEL) | 78è              |
| 106              | Brent Van Moer (BEL)     | 109è             |
| 107              | Florian Vermeersch (BEL) | 15è              |

| Intermarché-Wanty-Gobert Matériaux IWG | Intermarché-Wanty-Gobert Matériaux IWG | Intermarché-Wanty-Gobert Matériaux IWG |
| -------------------------------------- | -------------------------------------- | -------------------------------------- |
| Núm                                    | Ciclista                               | Pos                                    |
| 111                                    | Ludwig De Winter (BEL)                 | 89è                                    |
| 112                                    | Jasper De Plus (BEL)                   | DNF                                    |
| 113                                    | Danny van Poppel (NED)                 | 63è                                    |
| 114                                    | Kévin Van Melsen (BEL)                 | 96è                                    |
| 115                                    | Boy van Poppel (NED)                   | 75è                                    |
| 116                                    | Riccardo Minali (ITA)                  | 79è                                    |
| 117                                    | Pieter Vanspeybrouck (BEL)             | 107è                                   |

| Cofidis COF | Cofidis COF             | Cofidis COF |
| ----------- | ----------------------- | ----------- |
| Núm         | Ciclista                | Pos         |
| 121         | Elia Viviani (ITA)      | 9è          |
| 122         | Tom Bohli (SUI)         | 101è        |
| 123         | Simone Consonni (ITA)   | 40è         |
| 124         | Piet Allegaert (BEL)    | 106è        |
| 125         | Kenneth Vanbilsen (BEL) | 77è         |
| 126         | Fabio Sabatini (ITA)    | 76è         |
| 127         | Szymon Sajnok (POL)     | 130è        |

| Team DSM DSM | Team DSM DSM             | Team DSM DSM |
| ------------ | ------------------------ | ------------ |
| Núm          | Ciclista                 | Pos          |
| 131          | Cees Bol (NED)           | 7è           |
| 132          | Joris Nieuwenhuis (NED)  | 142è         |
| 133          | Alberto Dainese (ITA)    | 64è          |
| 134          | Nico Denz (GER)          | 151è         |
| 135          | Niklas Märkl (GER)       | 45è          |
| 136          | Martin Salmon (GER)      | 157è         |
| 137          | Andreas Leknessund (NOR) | 132è         |

| Groupama-FDJ GFC | Groupama-FDJ GFC           | Groupama-FDJ GFC |
| ---------------- | -------------------------- | ---------------- |
| Núm              | Ciclista                   | Pos              |
| 141              | Arnaud Démare (FRA) (ruta) | 29è              |
| 142              | Jake Stewart (GBR)         | 145è             |
| 143              | Alexys Brunel (FRA)        | DNF              |
| 144              | Olivier Le Gac (FRA)       | 143è             |
| 145              | Fabian Lienhard (SUI)      | 108è             |
| 146              | Jacopo Guarnieri (ITA)     | 70è              |
| 147              | Ramon Sinkeldam (NED)      | 71è              |

| BikeExchange BEX | BikeExchange BEX          | BikeExchange BEX |
| ---------------- | ------------------------- | ---------------- |
| Núm              | Ciclista                  | Pos              |
| 151              | Alexander Konychev (ITA)  | 24è              |
| 152              | Alexander Edmondson (AUS) | 102è             |
| 155              | Jack Bauer (NZL)          | 51è              |
| 156              | Luka Mezgec (SLO)         | 32è              |
| 157              | Barnabás Peák (HUN)       | 94è              |

| Movistar Team MOV | Movistar Team MOV               | Movistar Team MOV |
| ----------------- | ------------------------------- | ----------------- |
| Núm               | Ciclista                        | Pos               |
| 161               | Gonzalo Serrano Rodríguez (ESP) | 53è               |
| 162               | Imanol Erviti Ollo (ESP)        | 62è               |
| 163               | Gabriel Cullaigh (GBR)          | 39è               |
| 164               | Juri Hollmann (GER)             | 61è               |
| 165               | Johan Jacobs (SUI)              | 67è               |
| 166               | Lluís Mas Bonet (ESP)           | 46è               |
| 167               | Sebastián Mora Vedri (ESP)      | DNF               |

| Qhubeka Assos TQA | Qhubeka Assos TQA            | Qhubeka Assos TQA |
| ----------------- | ---------------------------- | ----------------- |
| Núm               | Ciclista                     | Pos               |
| 171               | Giacomo Nizzolo (ITA) (ruta) | 4t                |
| 172               | Bert-Jan Lindeman (NED)      | 92è               |
| 173               | Lasse Norman Hansen (DEN)    | 112è              |
| 174               | Matteo Pelucchi (ITA)        | 93è               |
| 175               | Andreas Stokbro (DEN)        | 111è              |
| 176               | Max Walscheid (GER)          | 26è               |
| 177               | Łukasz Wiśniowski (POL)      | 123è              |

| Arkéa-Samsic ARK | Arkéa-Samsic ARK        | Arkéa-Samsic ARK |
| ---------------- | ----------------------- | ---------------- |
| Núm              | Ciclista                | Pos              |
| 181              | Nacer Bouhanni (FRA)    | DNF              |
| 182              | Daniel McLay (GBR)      | 17è              |
| 183              | Benjamin Declercq (BEL) | 81è              |
| 184              | Donavan Grondin (FRA)   | 57è              |
| 185              | Christophe Noppe (BEL)  | 127è             |
| 186              | Connor Swift (GBR)      | 66è              |
| 187              | Clément Russo (FRA)     | 11è              |

| Total Direct Énergie TDE | Total Direct Énergie TDE   | Total Direct Énergie TDE |
| ------------------------ | -------------------------- | ------------------------ |
| Núm                      | Ciclista                   | Pos                      |
| 191                      | Edvald Boasson Hagen (NOR) | 125è                     |
| 192                      | Damien Gaudin (FRA)        | 141è                     |
| 193                      | Geoffrey Soupe (FRA)       | 156è                     |
| 194                      | Florian Maitre (FRA)       | 133è                     |
| 195                      | Adrien Petit (FRA)         | 150è                     |
| 196                      | Dries Van Gestel (BEL)     | 50è                      |
| 197                      | Lorrenzo Manzin (FRA)      | 12è                      |

| Sport Vlaanderen-Baloise SVB | Sport Vlaanderen-Baloise SVB | Sport Vlaanderen-Baloise SVB |
| ---------------------------- | ---------------------------- | ---------------------------- |
| Núm                          | Ciclista                     | Pos                          |
| 201                          | Robbe Ghys (BEL)             | 136è                         |
| 202                          | Arne Marit (BEL)             | 21è                          |
| 203                          | Jens Reynders (BEL)          | 58è                          |
| 204                          | Fabio Van den Bossche (BEL)  | 139è                         |
| 205                          | Ruben Apers (BEL)            | 84è                          |
| 206                          | Jordi Warlop (BEL)           | 31è                          |
| 207                          | Sasha Weemaes (BEL)          | 104è                         |

| Bingoal-WB BWB | Bingoal-WB BWB                     | Bingoal-WB BWB |
| -------------- | ---------------------------------- | -------------- |
| Núm            | Ciclista                           | Pos            |
| 211            | Timothy Dupont (BEL)               | 5è             |
| 212            | Stanisław Aniołkowski (POL) (ruta) | 10è            |
| 213            | Laurenz Rex (BEL)                  | 95è            |
| 214            | Ludovic Robeet (BEL)               | 149è           |
| 215            | Joel Suter (SUI)                   | 138è           |
| 216            | Jonas Castrique (BEL)              | 97è            |
| 217            | Sean De Bie (BEL)                  | DNF            |

| B&B Hotels p/b KTM BBK | B&B Hotels p/b KTM BBK | B&B Hotels p/b KTM BBK |
| ---------------------- | ---------------------- | ---------------------- |
| Núm                    | Ciclista               | Pos                    |
| 221                    | Jens Debusschere (BEL) | 56è                    |
| 222                    | Nicola Bagioli (ITA)   | 117è                   |
| 223                    | Bert De Backer (BEL)   | 118è                   |
| 224                    | Bryan Coquard (FRA)    | 140è                   |
| 225                    | Jérémy Lecroq (FRA)    | 13è                    |
| 226                    | Julien Morice (FRA)    | 131è                   |
| 227                    | Luca Mozzato (ITA)     | 148è                   |

| Uno-X Pro Cycling Team UXT | Uno-X Pro Cycling Team UXT  | Uno-X Pro Cycling Team UXT |
| -------------------------- | --------------------------- | -------------------------- |
| Núm                        | Ciclista                    | Pos                        |
| 231                        | Kristoffer Halvorsen (NOR)  | 18è                        |
| 232                        | Frederik Madsen (DEN)       | DNF                        |
| 233                        | Niklas Larsen (DEN)         | NP                         |
| 234                        | Erik Nordsæter Resell (NOR) | 91è                        |
| 235                        | Anders Skaarseth (NOR)      | DNF                        |
| 236                        | Rasmus Tiller (NOR)         | 90è                        |
| 237                        | Syver Wærsted (NOR)         | 124è                       |

| Vini Zabù THR | Vini Zabù THR            | Vini Zabù THR |
| ------------- | ------------------------ | ------------- |
| Núm           | Ciclista                 | Pos           |
| 241           | Andrea Di Renzo (ITA)    | 126è          |
| 242           | Roberto González (PAN)   | 54è           |
| 243           | Joab Schneiter (SUI)     | 105è          |
| 244           | Leonardo Tortomasi (ITA) | 85è           |
| 245           | Jan Petelin (LUX)        | 42è           |
| 246           | Wout van Elzakker (NED)  | DNF           |
| 247           | Etienne van Empel (NED)  | 80è           |

| Deceuninck-Quick Step DQT | Deceuninck-Quick Step DQT | Deceuninck-Quick Step DQT |
| ------------------------- | ------------------------- | ------------------------- |
| Núm                       | Ciclista                  | Pos                       |
| 1                         | Sam Bennett (IRL)         | 1r                        |
| 2                         | Michael Mørkøv (DEN)      | 8è                        |
| 3                         | Tim Declercq (BEL)        | DNF                       |
| 4                         | Álvaro Hodeg Chagui (COL) | 116è                      |
| 5                         | Stijn Steels (BEL)        | 135è                      |
| 6                         | Florian Sénéchal (FRA)    | 72è                       |
| 7                         | Bert Van Lerberghe (BEL)  | 28è                       |

| Alpecin-Fenix AFC | Alpecin-Fenix AFC      | Alpecin-Fenix AFC |
| ----------------- | ---------------------- | ----------------- |
| Núm               | Ciclista               | Pos               |
| 11                | Jasper Philipsen (BEL) | 2n                |
| 12                | Jimmy Janssens (BEL)   | 153è              |
| 13                | Senne Leysen (BEL)     | 122è              |
| 14                | Lionel Taminiaux (BEL) | 49è               |
| 15                | Jonas Rickaert (BEL)   | 33è               |
| 16                | Oscar Riesebeek (NED)  | 129è              |
| 17                | Scott Thwaites (GBR)   | 128è              |

| Trek-Segafredo TFS | Trek-Segafredo TFS     | Trek-Segafredo TFS |
| ------------------ | ---------------------- | ------------------ |
| Núm                | Ciclista               | Pos                |
| 21                 | Edward Theuns (BEL)    | 35è                |
| 22                 | Koen de Kort (NED)     | 86è                |
| 23                 | Jakob Egholm (DEN)     | DNF                |
| 24                 | Kiel Reijnen (USA)     | 154è               |
| 25                 | Emīls Liepiņš (LAT)    | 52è                |
| 26                 | Matteo Moschetti (ITA) | 19è                |
| 27                 | Ryan Mullen (IRL)      | 82è                |

| Bahrain Victorious TBV | Bahrain Victorious TBV  | Bahrain Victorious TBV |
| ---------------------- | ----------------------- | ---------------------- |
| Núm                    | Ciclista                | Pos                    |
| 31                     | Sonny Colbrelli (ITA)   | 16è                    |
| 32                     | Marco Haller (AUT)      | 114è                   |
| 33                     | Feng Chun-kai           | DNF                    |
| 34                     | Heinrich Haussler (AUS) | DNF                    |
| 35                     | Fred Wright (GBR)       | 146è                   |
| 36                     | Jonathan Milan (ITA)    | 103è                   |
| 37                     | Marcel Sieberg (GER)    | 83è                    |

| UAE Team Emirates UAD | UAE Team Emirates UAD                 | UAE Team Emirates UAD |
| --------------------- | ------------------------------------- | --------------------- |
| Núm                   | Ciclista                              | Pos                   |
| 41                    | Fernando Gaviria Rendón (COL)         | 14è                   |
| 42                    | Mikkel Bjerg (DEN)                    | 34è                   |
| 43                    | Ryan Gibbons (RSA) (ruta)             | 37è                   |
| 44                    | Vegard Stake Laengen (NOR)            | 100è                  |
| 45                    | Marco Marcato (ITA)                   | 144è                  |
| 46                    | Rui Oliveira (POR)                    | 158è                  |
| 47                    | Maximiliano Richeze Araquistain (ARG) | 98è                   |

| AG2R Citroën Team ACT | AG2R Citroën Team ACT | AG2R Citroën Team ACT |
| --------------------- | --------------------- | --------------------- |
| Núm                   | Ciclista              | Pos                   |
| 51                    | Julien Duval (FRA)    | 47è                   |
| 52                    | Alexis Gougeard (FRA) | 134è                  |
| 53                    | Anthony Jullien (FRA) | 38è                   |
| 54                    | Lawrence Naesen (BEL) | 25è                   |
| 55                    | Marc Sarreau (FRA)    | 43è                   |
| 56                    | Damien Touzé (FRA)    | 68è                   |
| 57                    | Gijs Van Hoecke (BEL) | 20è                   |

| Bora-Hansgrohe BOH | Bora-Hansgrohe BOH        | Bora-Hansgrohe BOH |
| ------------------ | ------------------------- | ------------------ |
| Núm                | Ciclista                  | Pos                |
| 61                 | Pascal Ackermann (GER)    | 3r                 |
| 62                 | Patrick Gamper (AUT)      | 137è               |
| 63                 | Martin Laas (EST)         | 30è                |
| 64                 | Lukas Pöstlberger (AUT)   | 152è               |
| 65                 | Juraj Sagan (SVK) (ruta)  | 41è                |
| 66                 | Michael Schwarzmann (GER) | 87è                |
| 67                 | Rüdiger Selig (GER)       | 55è                |

| Israel Start-Up Nation ISN | Israel Start-Up Nation ISN | Israel Start-Up Nation ISN |
| -------------------------- | -------------------------- | -------------------------- |
| Núm                        | Ciclista                   | Pos                        |
| 71                         | André Greipel (GER)        | 115è                       |
| 72                         | Rick Zabel (GER)           | 23è                        |
| 73                         | Jenthe Biermans (BEL)      | 59è                        |
| 74                         | Alexis Renard (FRA)        | 73è                        |
| 75                         | Hugo Hofstetter (FRA)      | 6è                         |
| 76                         | Norman Vahtra (EST) (ruta) | 69è                        |
| 77                         | Tom Van Asbroeck (BEL)     | 48è                        |

| Astana-Premier Tech APT | Astana-Premier Tech APT | Astana-Premier Tech APT |
| ----------------------- | ----------------------- | ----------------------- |
| Núm                     | Ciclista                | Pos                     |
| 81                      | Dmitri Grúzdev (KAZ)    | 121è                    |
| 82                      | Ievgueni Guiditx (KAZ)  | 22è                     |
| 83                      | Yevgeniy Fedorov (KAZ)  | 44è                     |
| 84                      | Hugo Houle (CAN)        | NP                      |
| 85                      | Davide Martinelli (ITA) | 88è                     |
| 86                      | Benjamin Perry (CAN)    | 60è                     |
| 87                      | Artiom Zakhàrov (KAZ)   | 36è                     |

| Jumbo-Visma TJV | Jumbo-Visma TJV            | Jumbo-Visma TJV |
| --------------- | -------------------------- | --------------- |
| Núm             | Ciclista                   | Pos             |
| 91              | David Dekker (NED)         | 27è             |
| 92              | Pascal Eenkhoorn (NED)     | 147è            |
| 93              | Olav Kooij (NED)           | 74è             |
| 94              | Christoph Pfingsten (GER)  | 99è             |
| 95              | Jos van Emden (NED)        | 113è            |
| 96              | Nathan Van Hooydonck (BEL) | 119è            |
| 97              | Maarten Wynants (BEL)      | 120è            |

| Lotto-Soudal LTS | Lotto-Soudal LTS         | Lotto-Soudal LTS |
| ---------------- | ------------------------ | ---------------- |
| Núm              | Ciclista                 | Pos              |
| 101              | Sébastien Grignard (BEL) | 110è             |
| 102              | Stefano Oldani (ITA)     | 65è              |
| 103              | Harry Sweeny (AUS)       | NP               |
| 104              | Gerben Thijssen (BEL)    | 155è             |
| 105              | Tosh Van der Sande (BEL) | 78è              |
| 106              | Brent Van Moer (BEL)     | 109è             |
| 107              | Florian Vermeersch (BEL) | 15è              |

| Intermarché-Wanty-Gobert Matériaux IWG | Intermarché-Wanty-Gobert Matériaux IWG | Intermarché-Wanty-Gobert Matériaux IWG |
| -------------------------------------- | -------------------------------------- | -------------------------------------- |
| Núm                                    | Ciclista                               | Pos                                    |
| 111                                    | Ludwig De Winter (BEL)                 | 89è                                    |
| 112                                    | Jasper De Plus (BEL)                   | DNF                                    |
| 113                                    | Danny van Poppel (NED)                 | 63è                                    |
| 114                                    | Kévin Van Melsen (BEL)                 | 96è                                    |
| 115                                    | Boy van Poppel (NED)                   | 75è                                    |
| 116                                    | Riccardo Minali (ITA)                  | 79è                                    |
| 117                                    | Pieter Vanspeybrouck (BEL)             | 107è                                   |

| Cofidis COF | Cofidis COF             | Cofidis COF |
| ----------- | ----------------------- | ----------- |
| Núm         | Ciclista                | Pos         |
| 121         | Elia Viviani (ITA)      | 9è          |
| 122         | Tom Bohli (SUI)         | 101è        |
| 123         | Simone Consonni (ITA)   | 40è         |
| 124         | Piet Allegaert (BEL)    | 106è        |
| 125         | Kenneth Vanbilsen (BEL) | 77è         |
| 126         | Fabio Sabatini (ITA)    | 76è         |
| 127         | Szymon Sajnok (POL)     | 130è        |

| Team DSM DSM | Team DSM DSM             | Team DSM DSM |
| ------------ | ------------------------ | ------------ |
| Núm          | Ciclista                 | Pos          |
| 131          | Cees Bol (NED)           | 7è           |
| 132          | Joris Nieuwenhuis (NED)  | 142è         |
| 133          | Alberto Dainese (ITA)    | 64è          |
| 134          | Nico Denz (GER)          | 151è         |
| 135          | Niklas Märkl (GER)       | 45è          |
| 136          | Martin Salmon (GER)      | 157è         |
| 137          | Andreas Leknessund (NOR) | 132è         |

| Groupama-FDJ GFC | Groupama-FDJ GFC           | Groupama-FDJ GFC |
| ---------------- | -------------------------- | ---------------- |
| Núm              | Ciclista                   | Pos              |
| 141              | Arnaud Démare (FRA) (ruta) | 29è              |
| 142              | Jake Stewart (GBR)         | 145è             |
| 143              | Alexys Brunel (FRA)        | DNF              |
| 144              | Olivier Le Gac (FRA)       | 143è             |
| 145              | Fabian Lienhard (SUI)      | 108è             |
| 146              | Jacopo Guarnieri (ITA)     | 70è              |
| 147              | Ramon Sinkeldam (NED)      | 71è              |

| BikeExchange BEX | BikeExchange BEX          | BikeExchange BEX |
| ---------------- | ------------------------- | ---------------- |
| Núm              | Ciclista                  | Pos              |
| 151              | Alexander Konychev (ITA)  | 24è              |
| 152              | Alexander Edmondson (AUS) | 102è             |
| 155              | Jack Bauer (NZL)          | 51è              |
| 156              | Luka Mezgec (SLO)         | 32è              |
| 157              | Barnabás Peák (HUN)       | 94è              |

| Movistar Team MOV | Movistar Team MOV               | Movistar Team MOV |
| ----------------- | ------------------------------- | ----------------- |
| Núm               | Ciclista                        | Pos               |
| 161               | Gonzalo Serrano Rodríguez (ESP) | 53è               |
| 162               | Imanol Erviti Ollo (ESP)        | 62è               |
| 163               | Gabriel Cullaigh (GBR)          | 39è               |
| 164               | Juri Hollmann (GER)             | 61è               |
| 165               | Johan Jacobs (SUI)              | 67è               |
| 166               | Lluís Mas Bonet (ESP)           | 46è               |
| 167               | Sebastián Mora Vedri (ESP)      | DNF               |

| Qhubeka Assos TQA | Qhubeka Assos TQA            | Qhubeka Assos TQA |
| ----------------- | ---------------------------- | ----------------- |
| Núm               | Ciclista                     | Pos               |
| 171               | Giacomo Nizzolo (ITA) (ruta) | 4t                |
| 172               | Bert-Jan Lindeman (NED)      | 92è               |
| 173               | Lasse Norman Hansen (DEN)    | 112è              |
| 174               | Matteo Pelucchi (ITA)        | 93è               |
| 175               | Andreas Stokbro (DEN)        | 111è              |
| 176               | Max Walscheid (GER)          | 26è               |
| 177               | Łukasz Wiśniowski (POL)      | 123è              |

| Arkéa-Samsic ARK | Arkéa-Samsic ARK        | Arkéa-Samsic ARK |
| ---------------- | ----------------------- | ---------------- |
| Núm              | Ciclista                | Pos              |
| 181              | Nacer Bouhanni (FRA)    | DNF              |
| 182              | Daniel McLay (GBR)      | 17è              |
| 183              | Benjamin Declercq (BEL) | 81è              |
| 184              | Donavan Grondin (FRA)   | 57è              |
| 185              | Christophe Noppe (BEL)  | 127è             |
| 186              | Connor Swift (GBR)      | 66è              |
| 187              | Clément Russo (FRA)     | 11è              |

| Total Direct Énergie TDE | Total Direct Énergie TDE   | Total Direct Énergie TDE |
| ------------------------ | -------------------------- | ------------------------ |
| Núm                      | Ciclista                   | Pos                      |
| 191                      | Edvald Boasson Hagen (NOR) | 125è                     |
| 192                      | Damien Gaudin (FRA)        | 141è                     |
| 193                      | Geoffrey Soupe (FRA)       | 156è                     |
| 194                      | Florian Maitre (FRA)       | 133è                     |
| 195                      | Adrien Petit (FRA)         | 150è                     |
| 196                      | Dries Van Gestel (BEL)     | 50è                      |
| 197                      | Lorrenzo Manzin (FRA)      | 12è                      |

| Sport Vlaanderen-Baloise SVB | Sport Vlaanderen-Baloise SVB | Sport Vlaanderen-Baloise SVB |
| ---------------------------- | ---------------------------- | ---------------------------- |
| Núm                          | Ciclista                     | Pos                          |
| 201                          | Robbe Ghys (BEL)             | 136è                         |
| 202                          | Arne Marit (BEL)             | 21è                          |
| 203                          | Jens Reynders (BEL)          | 58è                          |
| 204                          | Fabio Van den Bossche (BEL)  | 139è                         |
| 205                          | Ruben Apers (BEL)            | 84è                          |
| 206                          | Jordi Warlop (BEL)           | 31è                          |
| 207                          | Sasha Weemaes (BEL)          | 104è                         |

| Bingoal-WB BWB | Bingoal-WB BWB                     | Bingoal-WB BWB |
| -------------- | ---------------------------------- | -------------- |
| Núm            | Ciclista                           | Pos            |
| 211            | Timothy Dupont (BEL)               | 5è             |
| 212            | Stanisław Aniołkowski (POL) (ruta) | 10è            |
| 213            | Laurenz Rex (BEL)                  | 95è            |
| 214            | Ludovic Robeet (BEL)               | 149è           |
| 215            | Joel Suter (SUI)                   | 138è           |
| 216            | Jonas Castrique (BEL)              | 97è            |
| 217            | Sean De Bie (BEL)                  | DNF            |

| B&B Hotels p/b KTM BBK | B&B Hotels p/b KTM BBK | B&B Hotels p/b KTM BBK |
| ---------------------- | ---------------------- | ---------------------- |
| Núm                    | Ciclista               | Pos                    |
| 221                    | Jens Debusschere (BEL) | 56è                    |
| 222                    | Nicola Bagioli (ITA)   | 117è                   |
| 223                    | Bert De Backer (BEL)   | 118è                   |
| 224                    | Bryan Coquard (FRA)    | 140è                   |
| 225                    | Jérémy Lecroq (FRA)    | 13è                    |
| 226                    | Julien Morice (FRA)    | 131è                   |
| 227                    | Luca Mozzato (ITA)     | 148è                   |

| Uno-X Pro Cycling Team UXT | Uno-X Pro Cycling Team UXT  | Uno-X Pro Cycling Team UXT |
| -------------------------- | --------------------------- | -------------------------- |
| Núm                        | Ciclista                    | Pos                        |
| 231                        | Kristoffer Halvorsen (NOR)  | 18è                        |
| 232                        | Frederik Madsen (DEN)       | DNF                        |
| 233                        | Niklas Larsen (DEN)         | NP                         |
| 234                        | Erik Nordsæter Resell (NOR) | 91è                        |
| 235                        | Anders Skaarseth (NOR)      | DNF                        |
| 236                        | Rasmus Tiller (NOR)         | 90è                        |
| 237                        | Syver Wærsted (NOR)         | 124è                       |

| Vini Zabù THR | Vini Zabù THR            | Vini Zabù THR |
| ------------- | ------------------------ | ------------- |
| Núm           | Ciclista                 | Pos           |
| 241           | Andrea Di Renzo (ITA)    | 126è          |
| 242           | Roberto González (PAN)   | 54è           |
| 243           | Joab Schneiter (SUI)     | 105è          |
| 244           | Leonardo Tortomasi (ITA) | 85è           |
| 245           | Jan Petelin (LUX)        | 42è           |
| 246           | Wout van Elzakker (NED)  | DNF           |
| 247           | Etienne van Empel (NED)  | 80è           |